# Danger from the Deep
Danger from the Deep (DftD) est un simulateur de sous marin allemand de la Seconde Guerre mondiale dans la lignée de Silent Service. Le code source est distribué sous GPL, mais le contenu graphique lui n'est pas libre.
Il s'agit de prendre les commandes d'un sous-marin allemand tactique durant la Seconde Guerre mondiale.
Le jeu n'est qu'en version alpha, de nombreux bogues existent encore (2010).

## Caractéristiques
On se déplace dans le sous-marin afin d'en contrôler les différentes éléments: machines, torpilles, périscope, etc.